# Phrixgnathus brunneus
Phrixgnathus brunneus är en snäckart som beskrevs av Frank Climo och James Frederick Goulstone 1993. Phrixgnathus brunneus ingår i släktet Phrixgnathus och familjen punktsnäckor. Inga underarter finns listade i Catalogue of Life.